# Heterogorgia flabellum
Heterogorgia flabellum is een zachte koraalsoort uit de familie Plexauridae. De koraalsoort komt uit het geslacht Heterogorgia. Heterogorgia flabellum werd in 1766 voor het eerst wetenschappelijk beschreven door Pallas. 